# Pakistanische Frauen-Cricket-Nationalmannschaft in Südafrika in der Saison 2019
Die Tour der pakistanischen Frauen-Cricket-Nationalmannschaft nach Südafrika in der Saison 2019 fand vom 6. bis zum 23. Mai 2019 statt. Die internationale Cricket-Tour war Bestandteil der Internationalen Cricket-Saison 2019 und umfasste drei WODIs und fünf WTwenty20s. Südafrika gewann die WTwenty20-Serie 3–2, während die WODI-Serie 1–1 unentschieden endete.

## Vorgeschichte
Für beide Mannschaften war es die erste Tour der Saison. Das letzte Aufeinandertreffen der beiden Mannschaften bei einer Tour fand in der Saison 2014/15 in den Vereinigten Arabischen Emiraten statt.

## Stadien
Die folgenden Stadien wurde für die Tour ausgewählt.
| Stadion           | Stadt            | Kapazität | Spiele                |
| ----------------- | ---------------- | --------- | --------------------- |
| Willowmoore Park  | Benoni           | 20.000    | 3. WODI; 4. & 5. WT20 |
| City Oval         | Pietermaritzburg | 12.000    | 2. & 3. WT20          |
| Senwes Park       | Potchefstroom    | 18.000    | 1. & 2. WODI          |
| Tuks Cricket Oval | Pretoria         | 2.000     | 1. T20                |

## Kaderlisten
Südafrika benannte seine Kader am 26. April 2019.
| WODI | WODI | WTwenty20 | WTwenty20 |
| Südafrika | Pakistan | Südafrika | Pakistan |
| --- | --- | --- | --- |
| - Suné Luus (K) - Chloe Tryon (VK) - Shabnim Ismail - Sinalo Jafta (wk) - Marizanne Kapp - Masabata Klaas - Nadine de Klerk - Lizelle Lee (wk) - Zintle Mali - Mignon du Preez - Tumi Sekhukhune - Nondumiso Shangase - Andrie Steyn - Laura Wolvaardt | - Bismah Maroof (K) - Sidra Ameen - Aiman Anwer - Diana Baig - Nida Dar - Kainat Imtiaz - Javeria Khan - Nahida Khan - Sana Mir - Sidra Nawaz (wk) - Javeria Rauf - Aliya Riaz - Fatima Sana - Nashra Sandhu - Rameen Shamim - Omaima Sohail | - Suné Luus (K) - Chloe Tryon (VK) - Tazmin Brits - Moseline Daniels - Shabnim Ismail - Sinalo Jafta (wk) - Marizanne Kapp - Masabata Klaas - Nadine de Klerk - Lizelle Lee (wk) - Mignon du Preez - Tumi Sekhukhune - Nondumiso Shangase - Laura Wolvaardt | - Bismah Maroof (K) - Sidra Ameen - Aiman Anwer - Diana Baig - Nida Dar - Kainat Imtiaz - Iram Javed - Javeria Khan - Sana Mir - Sidra Nawaz (wk) - Javeria Rauf - Aliya Riaz - Fatima Sana - Nashra Sandhu - Rameen Shamim - Omaima Sohail |

## Tour Match
| 1. Mai Scorecard | Potchefstroom | Pakistan 232-8 (20)           | – | North West Under-17s 96 (27.3) |
|                  |               | Pakistan gewinnt mit 136 Runs |   |                                |

| 1. Mai Scorecard | Potchefstroom | North West Under-17s 191 (38.2) | – | Pakistan 192-4 (34.2) |
|                  |               | Pakistan gewinnt mit 6 Wickets  |   |                       |

## Women’s One-Day Internationals

### Erstes WODI in  Potchefstroom
| 6. Mai Scorecard | Potchefstroom | Südafrika 63 (22.5)            | – | Pakistan 66-2 (14.4) |
|                  |               | Pakistan gewinnt mit 8 Wickets |   |                      |

Pakistan gewann den Münzwurf und entschied sich als Feldmannschaft zu beginnen. Als Spielerin des Spiels wurde Sana Mir ausgezeichnet.

### Zweites WODI in Potchefstroom
| 9. Mai Scorecard | Potchefstroom | Pakistan 147 (42)               | – | Südafrika 148-2 (36.4) |
|                  |               | Südafrika gewinnt mit 8 Wickets |   |                        |

Südafrika gewann den Münzwurf und entschied sich als Feldmannschaft zu beginnen. Als Spielerin des Spiels wurde Masabata Klaas ausgezeichnet.

### Drittes WODI in Benoni
| 12. Mai Scorecard | Benoni | Südafrika 265-6 (50) | – | Pakistan 265-9 (50) |
|                   |        | Unentschieden        |   |                     |

Pakistan gewann den Münzwurf und entschied sich als Feldmannschaft zu beginnen. Als Spielerin des Spiels wurde Aliya Riaz  ausgezeichnet.

## Women’s Twenty20 Internationals

### Erstes WTwenty20 in Pretoria
| 15. Mai Scorecard | Pretoria | Südafrika 119-7 (20)           | – | Pakistan 120-3 (18) |
|                   |          | Pakistan gewinnt mit 7 Wickets |   |                     |

Pakistan gewann den Münzwurf und entschied sich als Feldmannschaft zu beginnen. Als Spielerin des Spiels wurde Nida Dar ausgezeichnet.

### Zweites WTwenty20 in Pietermaritzburg
| 18. Mai Scorecard | Pietermaritzburg | Pakistan 128-5 (20)             | – | Südafrika 129-2 (19.2) |
|                   |                  | Südafrika gewinnt mit 8 Wickets |   |                        |

Pakistan gewann den Münzwurf und entschied sich als Schlagmannschaft zu beginnen. Als Spielerin des Spiels wurde Lizelle Lee ausgezeichnet.

### Drittes WTwenty20 in Pietermaritzburg
| 19. Mai Scorecard | Pietermaritzburg | Südafrika 138-3 (20)           | – | Pakistan 139-6 (19.4) |
|                   |                  | Pakistan gewinnt mit 4 Wickets |   |                       |

Pakistan gewann den Münzwurf und entschied sich als Feldmannschaft zu beginnen. Als Spielerin des Spiels wurde Iram Javed ausgezeichnet.

### Viertes WTwenty20 in Benoni
| 22. Mai Scorecard | Benoni | Pakistan 172-5 (20)             | – | Südafrika 174-6 (19.1) |
|                   |        | Südafrika gewinnt mit 4 Wickets |   |                        |

Südafrika gewann den Münzwurf und entschied sich als Feldmannschaft zu beginnen. Als Spielerin des Spiels wurde Lizelle Lee ausgezeichnet.

### Fünftes WTwenty20 in Benoni
| 23. Mai Scorecard | Benoni | Pakistan 125-5 (20)             | – | Südafrika 127-1 (15.1) |
|                   |        | Südafrika gewinnt mit 9 Wickets |   |                        |

Südafrika gewann den Münzwurf und entschied sich als Feldmannschaft zu beginnen. Als Spielerin des Spiels wurde Lizelle Lee ausgezeichnet.

## Auszeichnungen

### Player of the Series
Als Player of the Series wurden der folgende Spieler ausgezeichnet.
| Serie | Player of the Series |
| ----- | -------------------- |
| WODI  | Laura Wolvaardt      |
| WT20  | Nida Dar             |

### Player of the Match
Als Player of the Match wurden die folgenden Spielerinnen ausgezeichnet.
| Spiel   | Player of the Match |
| ------- | ------------------- |
| 1. WODI | Sana Mir            |
| 2. WODI | Masabata Klaas      |
| 3. WODI | Aliya Riaz          |
| 1. WT20 | Nida Dar            |
| 2. WT20 | Lizelle Lee         |
| 3. WT20 | Iram Javed          |
| 4. WT20 | Lizelle Lee         |
| 5. WT20 | Lizelle Lee         |